# Liste des ambassadeurs du Maroc en Russie
 (mai 2021).
L' ambassadeur du Maroc en Russie est le plus haut représentant diplomatique du Maroc en Russie. Il est simultanément accrédité à Astana (Kazakhstan) et à Minsk (Biélorussie).

## Liste des représentants
| Date de la nomination | Ambassadeur             | Roi du Maroc          | Chefs d'état                                        | Date de fin de mission | Période                                       |
| --------------------- | ----------------------- | --------------------- | --------------------------------------------------- | ---------------------- | --------------------------------------------- |
| 4 juillet 1901        | Abdelkarim Ben Slimane  | Abdelaziz ben Hassan  | Nicolas II                                          |                        | Empire russe                                  |
| 25 janvier 1959       | Bachir Bel Abass Taarji | Mohammed V/Hassan II  | Nikita Khrouchtchev/Léonid Brejnev                  | 1966                   | Union des républiques socialistes soviétiques |
| 1 Juin 1967           | Abdelhadi Sbihi         | Hassan II             | Léonid Brejnev                                      | 1970                   | Union des républiques socialistes soviétiques |
| 1971                  | Abdellah Chorfi         | Hassan II             | Léonid Brejnev                                      | 1973                   | Union des républiques socialistes soviétiques |
| 1973                  | Mohamed Sijilmassi      | Hassan II             | Léonid Brejnev                                      | 1976                   | Union des républiques socialistes soviétiques |
| 1976                  | Maati Jorio             | Hassan II             | Léonid Brejnev                                      | 1978                   | Union des républiques socialistes soviétiques |
| 1978                  | Abdelkhalek Kabbaj      | Hassan II             | Léonid Brejnev/Iouri Andropov/Konstantin Tchernenko | 1985                   | Union des républiques socialistes soviétiques |
| 1986                  | Mehdi M'Rani Zentar     | Hassan II             | Mikhaïl Gorbatchev                                  | 1990                   | Union des républiques socialistes soviétiques |
| 1990                  | Rafik Haddaoui          | Hassan II             | Mikhaïl Gorbatchev/Boris Eltsine                    | 1992                   | Union des républiques socialistes soviétiques |
| 1992                  | Abdelsalam Znined       | Hassan II             | Boris Eltsine                                       | 1995                   | Fédération de Russie                          |
| 1996                  | Ahmed Bourzaim          | Hassan II/Mohammed VI | Boris Eltsine/Vladimir Poutine                      | 2000                   | Fédération de Russie                          |
| 2000                  | Abdelmalek Jeddaoui     | Mohammed VI           | Vladimir Poutine                                    | 2005                   | Fédération de Russie                          |
| 2006                  | Noureddine Sefiani      | Mohammed VI           | Vladimir Poutine                                    | 2008                   | Fédération de Russie                          |
| 2008                  | Abdelkader Lecheheb     | Mohammed VI           | Dmitri Medvedev/Vladimir Poutine                    | 2019                   | Fédération de Russie                          |
| 2019                  | Lotfi Bouchaara         | Mohammed VI           | Vladimir Poutine                                    |                        | Fédération de Russie                          |